# Peter van Asbeck
Hendrik Jan Peter van Asbeck (* 26. Dezember 1954 in Den Haag) ist ein ehemaliger niederländischer Hockeyspieler.

## Sportliche Karriere
Peter van Asbeck bestritt von 1983 und 1984 insgesamt 18 Länderspiele für die niederländische Nationalmannschaft, in denen er 2 Tore erzielte.
Peter van Asbeck debütierte bei der Champions Trophy der Herren 1983 im Nationalteam. In disem Turnier belegten die Niederländer den fünften Platz. 1984 nahm Peter van Asbeck an den Olympischen Spielen in Los Angeles teil. Er wurde in allen sieben Spielen eingesetzt und erzielte gegen die Kanadier einen Treffer. Am Ende des Turniers belegten die Niederländer den sechsten Platz.
Peter van Asbeck spielte beim HC Klein Zwitserland in Den Haag und war mit dieser Mannschaft mehrfach niederländischer Meister. Er ist der ältere Bruder von Ewout van Asbeck.